# Christon Kloosterboer
Christon Kloosterboer (Zwolle, 22 september 1982), artiestennaam Christon, is een Nederlandse singer-songwriter, multi-instrumentalist, producer en televisiemaker. Hij is bekend als finalist van het derde seizoen van Idols, als lid van de popgroep XYP, de door hem opgerichte rockband Rigby en als componist voor artiesten als Aloe Blacc, Lost Frequencies, Ziggy Marley, Mathieu Koss, Hardwell, Guus Meeuwis en Ronnie Flex. Ook presenteert hij het televisieprogramma De Troubadours.

## Jeugd
Christon Kloosterboer is opgegroeid in Heino, Rotterdam en Zeist en verhuisde op zijn zeventiende, na zijn eindexamen vwo, naar Amsterdam. Wegens een blessure moest hij stoppen met zijn topsportcarrière als basketballer. Daarom ging hij studeren aan het Rotterdams Conservatorium, waar hij ook afstudeerde.
Tijdens het derde seizoen van Idols dat eind 2005 en begin 2006 werd uitgezonden, zat Kloosterboer op het conservatorium, waar hij de sectie zang (pop) volgde. Hij behaalde dat seizoen de vierde liveshow. Hij eindigde als finalist als negende.

## XYP
In zijn jongere jaren maakte Kloosterboer deel uit van de Nederlands/Britse popgroep XYP. Zij verzorgden o.a. met "Wanna Be Like You" de titelsong van een re-release van de Disneyfilm Jungle Boek.
Op 1 november 2007 verliet de zanger de band, omdat hij zich niet langer kon verenigen met het karakter en de muziek van de band en omdat hij zich wilde gaan richten op zijn eigen muziek. In februari 2008 werd bekend dat Kloosterboer een nieuwe band had geformeerd, genaamd Rigby. Deze band bestaat, naast Kloosterboer, uit Lars van Starrenburg (bas) en Bart Meeldijk (drums).

## Rigby
Het meest bekend is Kloosterboer geworden met de band Rigby, waarvan hij de zanger was en waarvoor hij alle liedjes schreef. Op 18 augustus 2008 bracht de band Rigby haar debuutsingle "Pass You By" en de daarbij behorende videoclip uit. In 2015 gaf Rigby aan een grote pauze in te zullen lassen.

## Soloartiest
De eerste solo EP genaamd 'Towns' is uitgekomen op 2 januari 2017 en werd opgenomen in Nashville waar Kloosterboer vaak werkzaam was als songwriter voor andere projecten. Met de single 'SOS Warning' van deze EP werd hij uitgeroepen tot Nieuwe Naam op Radio 2. Kloosterboer treedt op als een eenmansband met een loopstation-set-up, omringd door tien instrumenten, door hemzelf 'perpetuum mobile' genoemd. Het full-length-album 'Towns & Cities' werd uitgebracht door PIAS op 31 maart 2017. Op 23 juni verscheen er nieuw werk in de vorm van de single 'Castles In The Sand'. Na support-tours met Kovacs, Causes en Warhaus ging hij eind 2017 op tour met zijn loopstation met de Vlaamse band K's Choice.

## Componist en liedschrijver
Kloosterboer houdt zich voornamelijk bezig met compositie. Hij schreef meer dan 100 liedjes die zijn uitgebracht. Hij schreef onder andere reclamemuziek voor Grolsch, Nivea, Nutella en Vodafone, werd zijn muziek gebruikt door Amerikaanse televisieseries als Reign, Open Heart, The Catch en The Royals. Hij schreef songs voor o.a. Aloe Blacc, Lost Frequencies, Hardwell, Ziggy Marley, Sam Feldt, Dash Berlin, Brennan Heart. En componeerde ook liedjes samen met en/of voor Guus Meeuwis, Ronnie Flex, Ed Struijlaart, Thomas Berge, XYP, Tino Martin, Leonie Meijer en Sharon Doorson. Naast de liedjes voor Rigby heeft Kloosterboer onder andere geschreven voor Aloe Blacc, Ziggy Marley, Lost Frequencies, Hardwell, J Alvarez, Dash Berlin, Sam Feldt, Trobi, Mathieu Koss, LVNDSCAPE, Brennan Heart, Sub Zero Project en artiesten als  Ronnie Flex, Guus Meeuwis, Tino Martin, Ed Struijlaart, Leonie Meijer, Dana Winner, Rachel, XYP en Thomas Berge.
Ook is hij regelmatig in Nashville, VS aan het werk. Daar schrijft hij met diverse lokale songwriters voor tv-series, films en tv-reclames. De track 'Fight the End', waarop Kloosterboer eveneens de vocalen voor zijn rekening neemt, werd geplaatst in de Amerikaanse tv-series Reign, Open Heart en The Royals. The Ladida Song gezongen door de Australische Butterfly Boucher in "The Catch". 
Begin 2015 heeft Kloosterboer het project The Playground opgericht. Inmiddels zijn er twee tracks gereleaset vanuit The Playground, te weten 'We Are The Young Ones' en 'Fight The End'.

## Schrijver
Op 7 september 2020 verschijnt de debuutroman Adam bij uitgeverij Ellessy. De bijbehorende soundtrack van 4 uur die de auteur speciaal voor deze thriller componeerde en de betreffende Spotify codes staan vermeld in het boek. 

## Televisiemaker
In samenwerking met Delta Film ontwikkelt en presenteert Kloosterboer het televisieprogramma De Troubadours waarin hij elke aflevering een dag op pad gaat met een bekende artiest om in één dag een song te schrijven over hun roots. Artiesten die het eerste seizoen hun opwachting maakte waren onder andere Ellen Ten Damme, Frans Duijts, Joris Linssen, Ben Saunders en Blaudzun.